# Королевский семейный орден короля Георга V

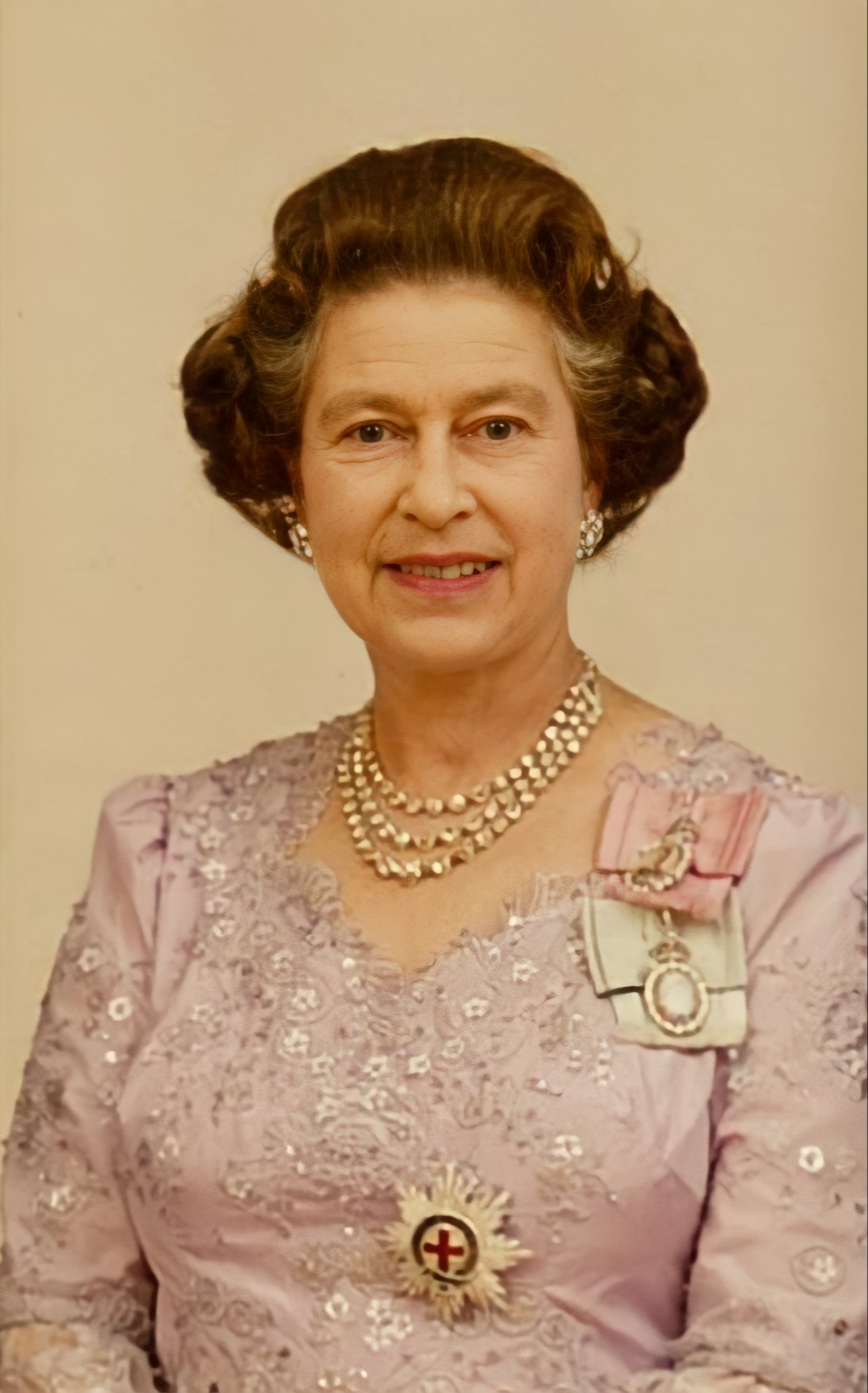
Елизавета II с семейными орденами Георга V и Георга VI

Королевский семейный орден короля Георга V (англ. The Royal Family Order of King George V of the United Kingdom) — награда, присуждавшаяся лично королём Георгом V женщинам, являющимся членами королевской семьи в знак личного уважения.

## Внешний вид
Орден состоит из миниатюрного портрета короля в военно-морской форме в овальной оправе, обрамлённой бриллиантами и подвешенной на бледно-голубой ленте. Он был представлен в четырёх разных размерах: самая большая версия была подарена жене и матери короля, следующая по величине досталась его дочери и невесткам, его сёстрам и тёткам; меньшая версия была подарена его внучкам, а самая маленькая — ряду других родственников.

## Список дам ордена
- Мария Текская (1867—1953) — жена короля
- Александра Датская (1844—1925) — мать короля
- Мария Великобританская (графиня Хэрвуд) (1897—1965) — дочь короля
- Луиза Великобританская, герцогиня Файф (1867—1931) — сестра короля
- Виктория Великобританская (1868—1935) — сестра короля
- Мод Великобританская (1869—1938) — сестра короля
- Луиза Великобританская, герцогиня Аргайл (1848—1939) — тетя короля
- Елизавета Боуз-Лайон (1900—2002) — невестка короля
- Марина, герцогиня Кентская (1906—1968) — невестка короля
- Алиса, герцогиня Глостерская (1901—2004) — невестка короля
- Елизавета принцесса Йоркская (1926—2022) — внучка короля
- Маргарет, принцесса Великобритании (1930—2002) — внучка короля
- Алиса, графиня Атлонская (1883—1981) — двоюродная сестра короля
- Мод, графиня Саутеск (1893—1945) — племянница короля